# Piotr Fiodorov
Pour les articles homonymes, voir Fiodorov.
Piotr Petrovitch Fiodorov (en russe : Пётр Петрович Фёдоров), né le 21 avril 1982 à Moscou, est un comédien russe de théâtre et de cinéma. Il est également doubleur de films.

## Biographie
Né à Moscou, Piotr Fiodorov passe son enfance dans le kraï de l'Altaï. Sa famille revient à Moscou, lors de son année de terminale. Envisageant d'abord les études à l'Académie d’art Stroganov, il se décide finalement à passer le concours d'entrée de l'Institut d'art dramatique Boris Chtchoukine. Admis dans la classe de Rodion Ovtchinnikov (ru), il est diplômé en 2003 et devient acteur du Théâtre Stanislavski de Moscou. Sa carrière au cinéma commence en 2001, avec le rôle principal dans Le 101e kilomètre, un drame de Leonid Mariaguine (ru).

## Filmographie
- 2001 : Le 101e kilomètre (101-й километр) de Leonid Mariaguine (ru)
- 2008 : Battlestar Rebellion (Обитаемый остров) de Fiodor Bondartchouk (première partie)
- 2009 : Battlestar Rebellion de Fiodor Bondartchouk (deuxième partie)
- 2011 : Boris Godounov (Борис Годунов) de Vladimir Mirzoev
- 2012 : Les Mamans (Мамы) de huit réalisateurs : Anton
- 2013 : Stalingrad de Fiodor Bondartchouk
- 2014 : Sarantcha d'Egor Baranov
- 2015 : Ici les aubes sont calmes... (А зори здесь тихие) de Renat Davletiarov
- 2016 : Le Brise-glace (Ледокол, Ledokol) de Nikolaï Khomeriki : Andreï Petrov
- 2016 : The Duelist (Дуэлянт) : Yakovlev
- 2019 : The Blackout (Аванпост) : Youri Groubov
- 2020 : Sputnik - Espèce inconnue  (Спутник)  : Konstantin Veshniakov
- 2021 : Liottchik (Лётчик) de Renat Davletiarov : Nikolaï Komlev

### Doublage
- 2009 :  Un prophète de Jacques Audiard : Malik El Djebena (voix originale : Tahar Rahim)
- 2010 : Buried de Rodrigo Cortés : Paul Conroy (voix originale : Ryan Reynolds)
- 2010 : I Love You Phillip Morris de Glenn Ficarra et John Requa : Phillip Morris (voix originale : Ewan McGregor)
- 2015 : Krepost, film d'animation de Fiodor Dmitriev : Mikhail Shein (en)
- 2016 : Angry Birds, le film de Clay Kaytis (en) et Fergal Reilly (en) : Bomb (voix originale Danny McBride)